# Skadar
Skadar (albanski Shkodër ili Shkodra) je grad na sjeverozapadu Albanije, na obali Skadarskog jezera.
Grad je administrativno sjedište Skadarskog distrikta i Skadarskog okruga.
Prema procjeni iz 2005., grad je imao oko 110 000 stanovnika.
Grad je kroz povijest bio mjesto suživota triju vjera, pa je po popisu stanovništva iz 2011-te u njemu živjelo oko 47% muslimana, i 45% katolika, a zbog dugogodišnje komunističke diktature, danas tek oko 30-40%  ljudi su praktični vjernici[nedostaje izvor].

## Znamenitosti
- Tvrđava Rozafa, potječe još iz ilirskog doba.

## Iz povijesti
Skadar je bio u različitim razdobljima prijestolni grad Ilirskoga kraljevstva, Dukljanskoga Kraljevstva i Zetske države. Djela Andrea Dandola, Flaviusa Blondusa te Ljetopis popa Dukljanina stavljaju Skadar u sastav Crvene Hrvatske.

## Klima
| Klimatološki srednjaci za Skadar | Klimatološki srednjaci za Skadar | Klimatološki srednjaci za Skadar | Klimatološki srednjaci za Skadar | Klimatološki srednjaci za Skadar | Klimatološki srednjaci za Skadar | Klimatološki srednjaci za Skadar | Klimatološki srednjaci za Skadar | Klimatološki srednjaci za Skadar | Klimatološki srednjaci za Skadar | Klimatološki srednjaci za Skadar | Klimatološki srednjaci za Skadar | Klimatološki srednjaci za Skadar | Klimatološki srednjaci za Skadar |
| mjesec                           | sij                              | velj                             | ožu                              | tra                              | svi                              | lip                              | srp                              | kol                              | ruj                              | lis                              | stu                              | pro                              | godina                           |
| -------------------------------- | -------------------------------- | -------------------------------- | -------------------------------- | -------------------------------- | -------------------------------- | -------------------------------- | -------------------------------- | -------------------------------- | -------------------------------- | -------------------------------- | -------------------------------- | -------------------------------- | -------------------------------- |
| srednji maksimum, °C             | 10,3                             | 12,4                             | 15,8                             | 19,5                             | 24,4                             | 29,3                             | 32,9                             | 33,6                             | 27,7                             | 22,1                             | 16,1                             | 11,3                             | 21,4                             |
| srednja dnevna temperatura, °C   | 6,1                              | 7,9                              | 11                               | 14,5                             | 19                               | 23,3                             | 26                               | 26,9                             | 21,9                             | 16,9                             | 11,8                             | 7,5                              | 16,2                             |
| srednji minimum, °C              | 1,8                              | 3,3                              | 6,1                              | 9,4                              | 13,4                             | 17,2                             | 19,1                             | 20,2                             | 16                               | 11,7                             | 7,6                              | 3                                | 10,9                             |
| oborine, mm                      | 130,3                            | 138,3                            | 140,1                            | 127,2                            | 82,9                             | 35,8                             | 42,7                             | 37,5                             | 161,8                            | 167,7                            | 212,5                            | 188                              | 1464,8                           |
| Izvor: meteo-climat-bzh          |                                  |                                  |                                  |                                  |                                  |                                  |                                  |                                  |                                  |                                  |                                  |                                  |                                  |

## Galerija
- Spomenik Luigju Gurakuqiju
- Džamija
- Muzej unutar tvrđave
- Spomenik Majci Terezi
- Gradske ulice
- Unutrašnjost pravoslavne crkve
- Katedrala
- Unutrašnjost katedrale
- Arhitektura
- Novija džamija, podignuta 2003. godine